# Petru Nae Bedros
Petru Bedros Nae (n. 1 ianuarie 1947) este un deputat român în legislatura 1990-1992, ales în municipiul București pe listele partidului PNL. Petru Bedros Nae a fost membru în grupul parlamentar de prietenie cu Turcia. 